# Grabówiec (Lipno)
Pour les articles homonymes, voir Grabówiec.
Grabówiec est une localité polonaise de la voïvodie de Couïavie-Poméranie et du powiat de Lipno,.